# Лив и Мэдди
«Лив и Мэдди» (англ. Liv and Maddie) — американская ситуационная комедия для подростковой аудитории, идущая с 19 июля 2013 года на Disney Channel.

## Сюжет
Лив (Оливия) и Мэдди (Мэдисон), сёстры-близнецы, казалось бы, должны быть похожими друг на друга. Наоборот, это противоположные личности. Лив в раннем возрасте начала карьеру голливудской звезды, в то время как её сестра Мэдди видит своё будущее в баскетбольной команде лицея Ridgewood, за которую выступает. Отец является тренером команды. После окончания съёмок фильма «Sing It Loud!», Лив возвращается домой, в семью. Сначала Мэдди рада этому, но позже ситуация меняется…

## В ролях

### Главные роли
- Дав Камерон — Лив и Мэдди Руни
- Джоуи Брагг — Джоуи Руни
- Тензинг Норгай Трэйнор — Паркер Руни
- Кэли Роша — Карен Руни
- Бенджамин Кинг — Пит Руни (1—3 сезоны)
- Лорен Линдси Донцис — Руби (4 сезон)

## Кастинг
Кастинг проходил весной 2012 года. После съёмок пилотной серии, в Disney решили изменить концепцию сериала, носившего название Bits and Pieces, на сериал о близнецах. Не нанимая нового актёрского состава, ответственные за производство сериала оставили актёров, с которыми были заключены контракты, сняв совершенно новый пилотный выпуск. В центре сюжета была Дав Камерон, игравшая теперь две роли, роли её родителей и братьев сыграли те же актёры, которые снялись в первоначальной пилотной серии.

## Рецензии
Эмили Эшби с сайта Common Sense Media дала сериалу три звезды из пяти, назвав его «весёлым семейным ситкомом» для просмотра людям старше семи лет. Эшби отметила «комедийный подход» сериала к обычным семейным проблемам. Нил Генцлингер из The New York Times сравнил сериал с Шоу Патти Дьюк, назвав его «умеренно весёлой комедией» и отметив игру Дав Камерон, добавив: «…сюжет даёт сценаристам много возможностей.»

## На российском телевидении
Премьера сериала на Канале Disney состоялась 12 мая 2014 года в 19:00 в России. После 18 серий 1-го сезона канал прекратил показ. С 19 серии 1-го сезона, сериал выходит на YouTube.